# Analogue
Analogue.inc（アナログ）は、中国で製造されたビデオゲームハードウェアの設計・開発・販売を行うアメリカ合衆国の企業である。 

## 歴史
Analogue は 2011年に Christopher Taber によって設立された。

## 製品
同社のハードウェア製品には、Analogue Pocket、Analogue Mega St、Analogue Super Nt、Analogue Nt Mini、Analogue Nt などがある。80年代から90年代のビデオゲーム機を忠実に再現するという理念に基づいて開発された。
| 製品名                | ゲームコンソール                                                             | 発売年        |
| --------------------- | ---------------------------------------------------------------------------- | ------------- |
| Analogue CMVS         | ネオジオ                                                                     | 2011年        |
| Analogue Arcade Stick | —                                                                            | 2011年        |
| Analogue Nt           | Nintendo Entertainment System（ファミリーコンピュータ）                      | 2015年        |
| Analogue Nt Mini      | Nintendo Entertainment System                                                | 2017年        |
| Analogue Super Nt     | Super Nintendo Entertainment System（スーパーファミコン）                    | 2017年        |
| Analogue Mega Sg      | SEGA GENESIS（メガドライブ）, セガ・マスターシステム, ゲームギア and SG-1000 | 2019年        |
| Analogue Pocket       | ゲームボーイ、ゲームボーイカラー、ゲームボーイアドバンス                     | 2021年        |
| Analogue Duo          | Turbografx-16（PCエンジン）                                                  | 2023年        |
| Analogue 3D           | Nintendo 64                                                                  | 2025年7月予定 |

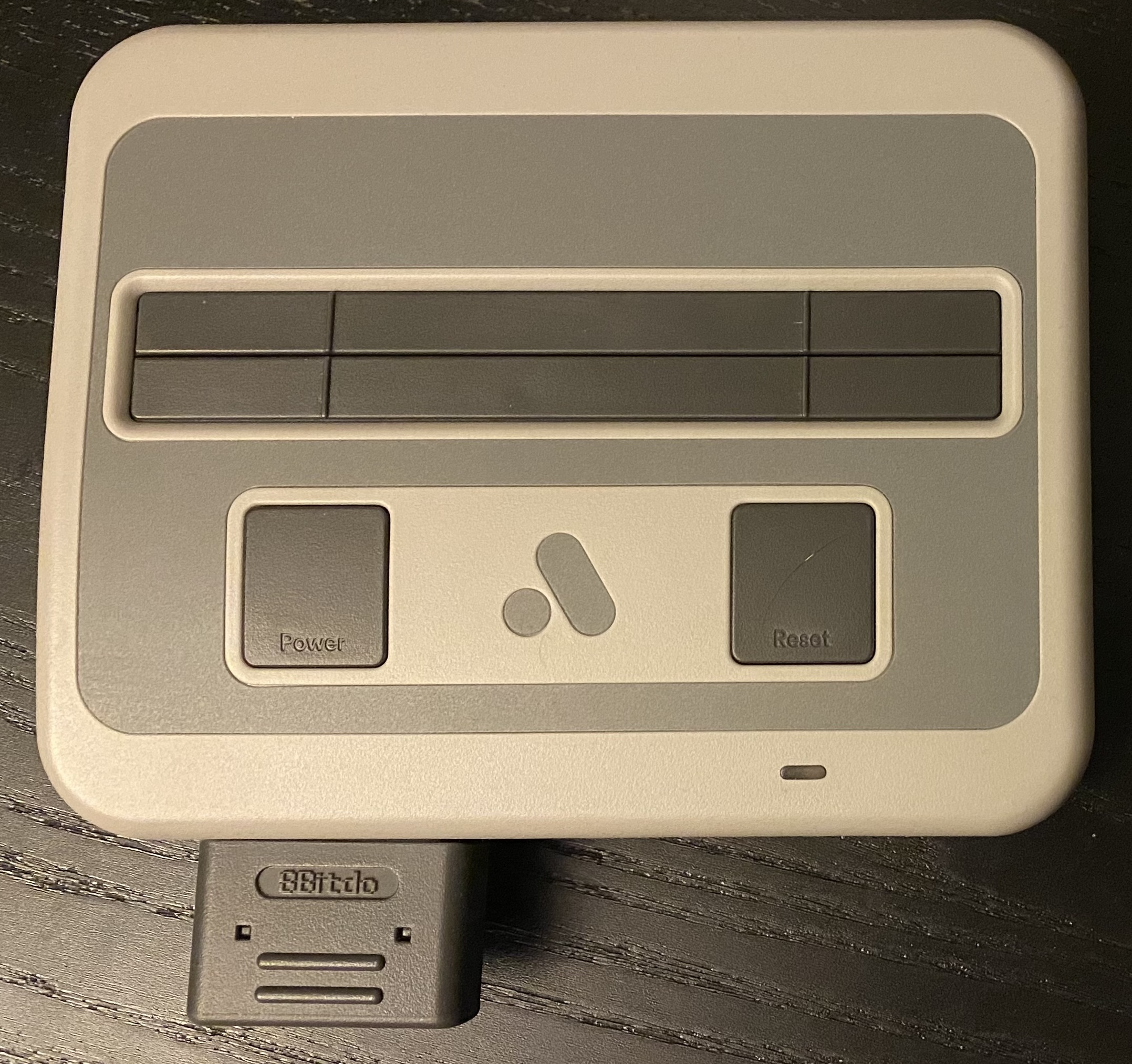
Super Nt
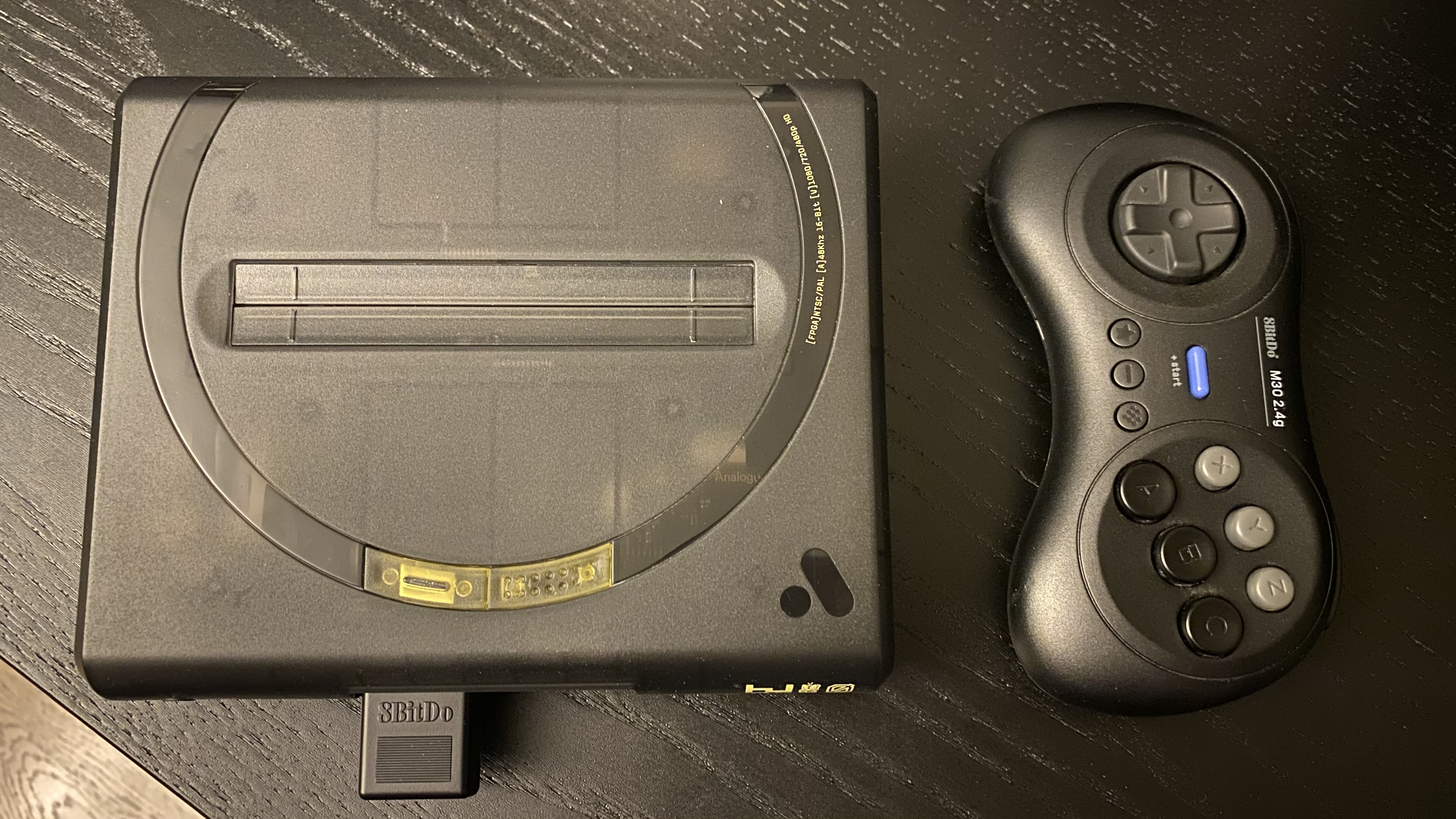
Mega Sg
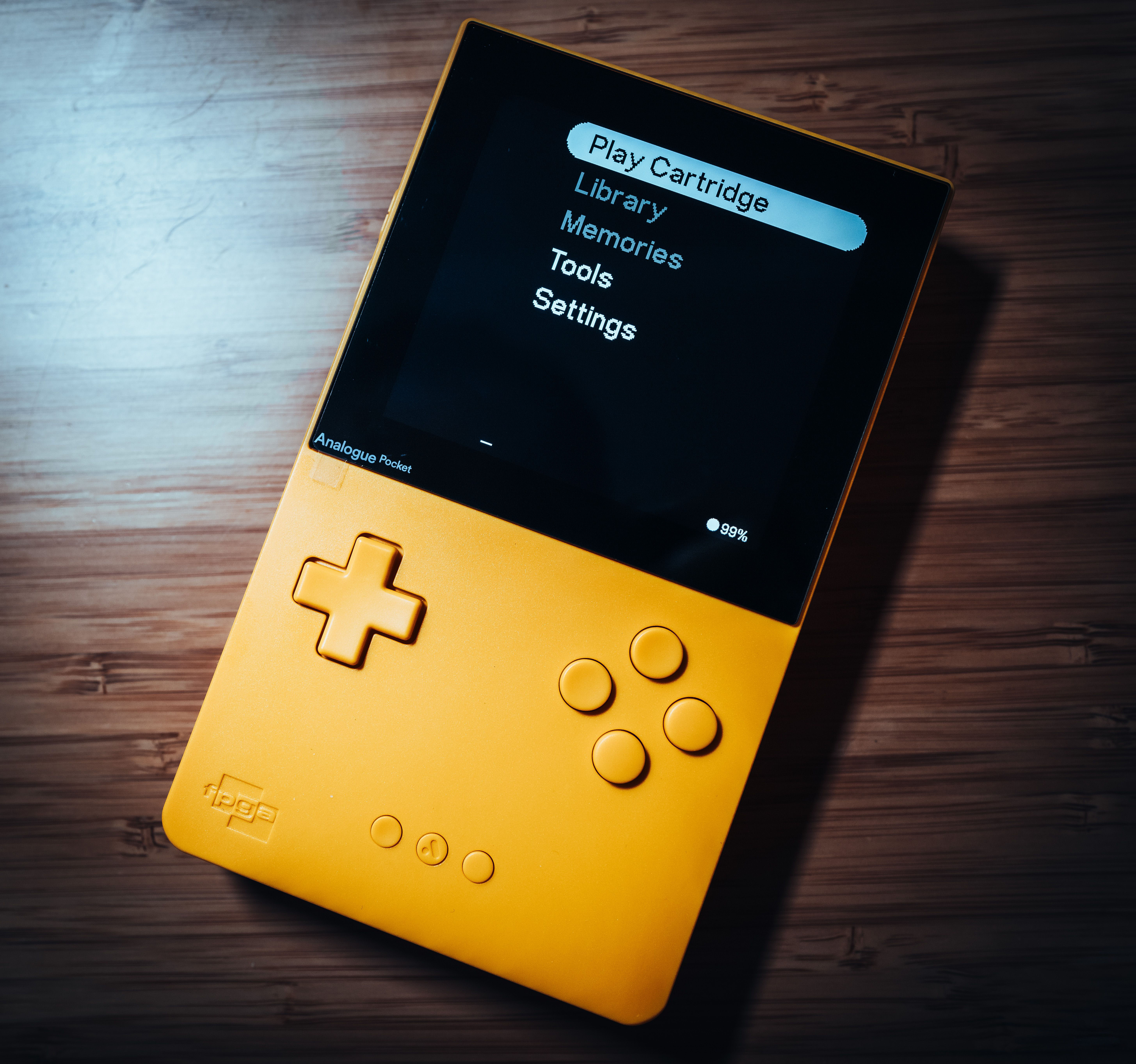
Analogue Pocket

## 表彰
同社は、レトロゲーム機メーカーの中でマーケットリーダーとみなされており、ハイエンド製品に位置付けられている。 タイム誌 は Analogue Mega SG を「2019 年のベスト発明」の1つに選出された。
Analogueは、Fast Companyによって「2022年最も革新的なコンシューマーエレクトロニクス企業10社」に選ばれた。Analogueの活動は、ビデオゲームの保存に重点を置いていることで好評を博している。同社は、Red Dot、Consumer Electronics Show、Wallpaper（雑誌）からプロダクトデザインとインダストリアルデザインのデザイン賞を受賞している。